# (32043) 2000 JO27
2000 JO27 (asteroide 32043) é um asteroide da cintura principal. Possui uma excentricidade de 0.19626560 e uma inclinação de 3.52797º.
Este asteroide foi descoberto no dia 7 de maio de 2000 por LINEAR em Socorro.